# Louis Trézel
Louis Trézel (1863-1912) est un peintre-verrier, céramiste et décorateur français, représentatif de l'Art nouveau à Paris. Il est également conseiller général de l'ancien département de la Seine.

## Biographie
Né 17 novembre 1863 dans le 18e arrondissement de Paris, Louis Ange Trézel est le fils d’Ange Prudent Trézel (1835-1913), propriétaire à Paris et de Marie Louise Debrise (1839-1880). Son aïeul paternel était propriétaire cultivateur et conseiller municipal à Clichy, commune située dans le département des Hauts-de-Seine.
Artiste issu d’une ancienne famille de maraîchers de la région parisienne, il est pour sa part lié à des familles de juristes et d'entrepreneurs de travaux publics. En 1897, il épouse de fait, dans le 16e arrondissement de Paris, Jeanne Marie Louise Hamelin, originaire d'Eure et Loir et membre d'une famille de juristes de la capitale. Il est également homme politique.

## Vie politique
En 1897, l’un des témoins à son mariage est de fait Paul Deschanel (1857-1922), vice président de la Chambre des Députés, devenu ultérieurement président de la République. De 1900 à 1912, Louis Trézel est lui-même conseiller général du département de la Seine, incluant alors le canton de Levallois-Perret où il est établi et membre de la Commission du Vieux Paris en 1911. Il meurt prématurément dans le 15e arrondissement de Paris, le 3 juillet 1912, à l’âge de 48 ans.

## Œuvres
Sur le plan artistique, Louis Ange Trézel est notamment connu comme peintre verrier et fabricant de vitraux d’art de style Art Nouveau. On lui doit « la découverte des émaux en relief dans les vitraux », contribuant à la renaissance de l’art du vitrail. Son atelier était situé à Levallois-Perret et le travail des émaux en relief est en particulier visible dans les panneaux représentant le cycle des saisons, au sein de la brasserie "Bouillon Julien". Plus largement, Louis Trézel a travaillé pour :
- l'ancien Grand Bouillon Chartier[8], devenu Bouillon Racine ;
- le Montparnasse 1900 ;
- le Restaurant Julien ;
- le buffet de la maison Coilliot ;
- l'église Sainte-Marie-Madeleine de Gennevilliers[9].

Son réseau relationnel comprend alors le peintre décorateur Joseph Cambursano (1872-1908) ainsi que des membres de la famille Gillot. En 1898, celui-ci est en effet témoin au mariage de Joseph Cambursano avec Anne Pauline Gillot, sœur de l'orfèvre Paul Gillot (1877-1949) et de l'artiste peintre Adrien Henri Gillot (1883-1948).
Il est l'auteur du rapport concernant les vitraux, paru à la suite de l'exposition franco-britannique qui se tient à Londres en 1908.

## Postérité
De son mariage avec Jeanne Hamelin sont issues deux filles, dont Edith Henriette Marie Trézel, née en 1901 au Raincy, en Seine-Saint-Denis. Artiste-peintre connue sous son nom d’épouse Edith Auffray (elle fut avant-guerre mariée avec l'écrivain Christian Mégret), celle-ci « expose dans le monde entier avec les Peintres de la Réalité ».
Enfin, plusieurs noms de rues témoignent encore de l'ancienne emprise foncière et agricole des familles Trézel et alliées : rue Trézel à Levallois, impasse Trézel à Saint-Denis, impasse Deligny, rues Angélique et Vincent Compoint, villa Compoint et probablement ancienne rue Trézel à Paris.